# Region Ennstal und Ausseerland (Diözese Graz-Seckau)
Die Region Ennstal und Ausseerland ist eine von acht Regionen der Diözese Graz-Seckau. 2021 wurden die Dekanate aufgelöst und die Pfarren den neu entstandenen Seelsorgeräumen und Regionen zugeteilt.

## Seelsorgeraum Admont
| Pfarre                      | Inkorporation      | Patrozinium            | Kirchengebäude | Bild                        |
| --------------------------- | ------------------ | ---------------------- | --- | --------------------------- |
| Admont                      | Abtei Admont (OSB) | Hl. Blasius            | Stiftskirche Admont Kirche hll. Amand und Erhard, Abteikapelle BMV, Chorkapelle BMV, Schlosskapelle im Schloss Kaiserau, Schlosskapelle hl. Benedikt im Schloss Röthelstein | Stiftskirche Admont         |
| Frauenberg an der Enns      | Abtei Admont (OSB) | Mariä Opferung         | Wallfahrtskirche Frauenberg an der Enns Filialkirche hl. Johannes der Täufer in Ardning, Kapelle St. Benedikt im Pflegeheim                                                 | Wallfahrtskirche Frauenberg |
| Gaishorn am See             | Abtei Admont (OSB) | Hlgst. Dreifaltigkeit  | Pfarrkirche Gaishorn Filialkirche hl. Virgilius von Salzburg am Sonnberg, Kapelle hl. Leonhard in Treglwang, Kapelle hl. Joseph bei der Virgili-Kirche                      | Pfarrkirche Gaishorn        |
| Hall bei Admont             | Abtei Admont (OSB) | Hl. Kreuz              | Pfarrkirche Hall bei Admont Kapelle Hlgst. Herz Jesu im Jagdschloss | Pfarrkirche Hall bei Admont |
| Hohentauern                 | Abtei Admont (OSB) | Hl. Bartholomäus       | Pfarrkirche Hohentauern | Pfarrkirche Hohentauern     |
| Johnsbach                   | Abtei Admont (OSB) | Hl. Ägidius            | Pfarrkirche Johnsbach Kirche hll. Clemens und Hubert in Gstatterboden | Pfarrkirche Johnsbach       |
| Sankt Lorenzen im Paltental | Abtei Admont (OSB) | Hl. Laurentius         | Pfarrkirche St. Lorenzen im Paltental Kirche hl. Johannes in Dietmannsdorf, Kapelle in Schwarzenbach, Kapelle in Singsdorf, Kapelle in Bärndorf                             | Pfarrkirche Sankt Lorenzen  |
| Trieben                     |                    | Hl. Andreas            | Pfarrkirche Trieben Alte Kirche Trieben hl. Andreas, Kapelle im Bezirksaltenheim                                                                                            | Pfarrkirche Trieben         |
| Weng                        | Abtei Admont (OSB) | Hll. Kosmas und Damian | Pfarrkirche Weng im Gesäuse | Pfarrkirche Weng            |

## Seelsorgeraum Eisenwurzen
| Pfarre                    | Inkorporation      | Patrozinium               | Kirchengebäude                                                                                      | Bild                    |
| ------------------------- | ------------------ | ------------------------- | --------------------------------------------------------------------------------------------------- | ----------------------- |
| Altenmarkt an der Enns    | Abtei Admont (OSB) | Hl. Nikolaus              | Pfarrkirche Altenmarkt an der Enns                                                                  | Pfarrkirche Altenmarkt  |
| Gams bei Hieflau          | Abtei Admont (OSB) | Hl. Josef                 | Pfarrkirche Gams bei Hieflau                                                                        | Pfarrkirche Gams        |
| Landl                     | Abtei Admont (OSB) | Hl. Bartholomäus          | Pfarrkirche Landl Filialkirche Großreifling hl. Nikolaus, Kirche hl. Kreuz am Kalvarienberg         | Pfarrkirche Landl       |
| Palfau                    | Abtei Admont (OSB) | Allerheiligen             | Pfarrkirche Palfau                                                                                  | Pfarrkirche Palfau      |
| Sankt Gallen (Steiermark) | Abtei Admont (OSB) | Hl. Gallus                | Pfarrkirche St. Gallen (Steiermark)                                                                 | Pfarrkirche St. Gallen  |
| Unterlaussa               | Abtei Admont (OSB) | Hl. Maria vom Berg Karmel | Pfarrkirche Unterlaussa                                                                             | Pfarrkirche Unterlaussa |
| Wildalpen                 | Abtei Admont (OSB) | Hl. Barbara               | Pfarrkirche Wildalpen Allerheiligenkapelle in Hinterwildalpen, Kapelle hl. Johannes Nepomuk in Thal | Pfarrkirche Wildalpen   |

## Seelsorgeraum Mittleres Ennstal/Paltental
| Pfarre          | Seit                                                | Patrozinium                                                                                       | Kirchengebäude | Bild                        |  |
| Donnersbach     | 1861 (err., Vikariat 1786, alte Ägidiuskirche 1357) | Hl. Ägidius, 1. September (Anb. 22. November, Kirchw. Samstag vor dem dritten Sonntag im Oktober) | Pfarrkirche Donnersbach | Pfarrkirche Donnersbach     |  |
| Donnersbachwald | 1892 (err., Vikariat 1754)                          | Hl. Leonhard, 6. November (Anb. 13. September, Kirchw. Sonntag vor oder nachdem 23. Juli)         | Pfarrkirche Donnersbachwald | Pfarrkirche Donnersbachwald |  |
| Irdning         | um 1145 (gen.)                                      | Hll. Petrus und Paulus, 29. Juni (Anb. 28. August)                                                | Pfarrkirche Irdning Kirchen: Kapuzinerkirche Irdning, Filialkirche Hohenberg, Filialkirche Aigen im Ennstal Messkapellen: Hl. Kreuz in der HBLA Raumberg, Hl. Maria in Altirdning, Hl. Familie in Vorberg, Mariahilf in Aigen, Christkönig im Bezirksaltersheim Irdning Kapelle: Kalvarienbergkapelle | Pfarrkirche Irdning         |  |
| Lassing         |                                                     | Hl. Jakobus der Ältere                                                                            | Pfarrkirche Lassing Kapelle im Altersheim in Döllach |                             |  |
| Liezen          |                                                     | Hl. Vitus                                                                                         | Pfarrkirche Liezen Kirche Christi Himmelfahrt in Weißenbach, Kapelle hl. Kreuz am Kalvarienberg |                             |  |
| Oppenberg       |                                                     | Mariä Geburt                                                                                      | Pfarrkirche Oppenberg |                             |  |
| Pürgg           | um 1193 (gen., Pfarrk. gew. 1130)                   | Hl. Georg, 23. April (Anb. 4. Mai)                                                                | Pfarrkirche Pürgg Kirche: St. Johannes am Kalvarienberg Messkapellen: Hll. Josef und Anna im Gräfl. Lambergschen Altersheim Unterburg, Hl. Maria Hilf in Wörschachwald, Hl. Maria Friedenskönigin im Schloss Trautenfels                                                                              | Pfarrkirche Purgg           |  |
| Rottenmann      |                                                     | Hl. Nikolaus                                                                                      | Stadtpfarrkirche Rottenmann Filialkirche Alt-Rottenmann, Bürgerspitalskirche Maria am Rain, Michaelskapelle, Kapelle im Landeskrankenhaus Rottenmann, Kapelle St. Viktor in der Strechen |                             |  |
| Selzthal        |                                                     | Hlgst. Herz Jesu                                                                                  | Pfarrkirche Selzthal |                             |  |
| Stainach        | 1949 (err., Kaplanei 1946, St. Rupert gen. 1240)    | Hl. Antonius von Padua, 13. Juni (Anb. 24. Juli, Kirchw. 1. November)                             | Pfarrkirche Stainach Filialkirche: St. Rupert in Niederhofen Messkapelle: Maria Schnee im Schloss Friedstein | Pfarrkirche Stainach        |  |
| Wörschach       | 1892 (Lokalie 1788, Pfarrk. erb. 1742)              | Hl. Anna, 26. Juli (Anb. 29. Mai, Kirchw. Sonntag vor oder nach dem 26. Juli)                     | Pfarrkirche Wörschach | Pfarrkirche Wörschach       |  |

## Seelsorgeraum Oberes Ennstal
| Pfarre                   | Inkorporation                   | Seit                                                         | Patrozinium | Kirchengebäude | Bild                        |
| ------------------------ | ------------------------------- | ------------------------------------------------------------ | --- | --- | --------------------------- |
| Aich-Assach              |                                 | 1860 (err., Lokalie 1787, Pfarrk. gen. 1225)                 | Hl. Nikolaus, 6. Dezember (Anb. 1. April)                                                                               | Pfarrkirche Assach Messkapellen: Herz Jesu in der Au, Maria Dorn in Aich | Pfarrkirche Aich            |
| Gröbming                 | Patronat der Abtei Admont (OSB) | um 1170 (gen., Ki. Moosheim gen. vor 1150)                   | Mariä Himmelfahrt, 15. August (Anb. 5. April)                                                                           | Pfarrkirche Gröbming Kirchen: St. Michael in Moosheim (Lokalie 1787–1804), Rosenkranzkönigin in Stein an der Enns Messkapelle: Rosenkranzkönigin in Pruggern                                       | Pfarrkirche Gröbming        |
| Großsölk                 |                                 | 1892 (err., Vikariat 1779, Pfarrk. erb. 1730/40)             | Hl. Leonhard, 6. November (Anb. 31. März, Kirchw. 6. November)                                                          | Pfarrkirche Großsölk | Pfarrkirche Großsölk        |
| Haus                     |                                 | 1074 (gen., 1766–1965 Kreisdekanat)                          | Hl. Johannes der Täufer, 24. Juni (Anb. 27. Mai, Kirchw. 15. August)                                                    | Pfarrkirche Haus im Ennstal Kirche: Hl. Margaretha in Oberhaus Messkapellen: Katharinenkapelle Haus im Ennstal, Herz Jesu in Weißenbach, Hl. Kreuz im Pfarrhof, Hl. Maria von Fatima im Altersheim | Pfarrkirche Haus            |
| Kleinsölk                | Abtei Admont (OSB)              | 1892 (err., Lokalie 1795)                                    | Kreuzerhöhung, 14. September (Kirchw. 14. September)                                                                    | Pfarrkirche Kleinsölk Messkapelle: Hl. Hubertus am Schwarzensee | Pfarrkirche Kleinsölk       |
| Ramsau am Dachstein      |                                 | 1859 (err., Vikariat 1747, Pfarrk. erb. 1444, ursp. 12. Jh.) | Hl. Rupert, 24. September (Anb. dritter Sonntag im August, Kirchw. Samstag vor dem dritten Sonntag im Oktober)          | Pfarrkirche Kulm in der Ramsau | Pfarrkirche Kulm            |
| Pichl                    |                                 | 1859 (Vikariat 1762, Pfarrk. gen.: 1258)                     | Hl. Jakobus der Ältere, 25. Juli (Anb. vierter Donnerstag im April, Kirchw. Samstag vor dem dritten Sonntag im Oktober) | Pfarrkirche Pichl an der Enns | Pfarrkirche Pichl           |
| Öblarn                   | Abtei Admont (OSB)              | 1786 (err., Pfarrk. erb. bis 1466)                           | Hl. Andreas, 30. November (Anb. 8. Oktober, Kirchw. 30. November)                                                       | Pfarrkirche Öblarn Messkapellen: Bergkreuzkapelle zur Hl. Anna, Herz-Jesu-Kapelle in Niederöblarn, Pichlerkapelle zur Hl. Maria am Sonnberg                                                        | Pfarrkirche Öblarn          |
| Schladming               |                                 | 1857 (err., Vikariat vor 1299)                               | Hl. Achatius, 23. Juni (Anb. letzter Sonntag im Oktober, Kirchw. Pfingstmontag)                                         | Stadtpfarrkirche Schladming | Stadtpfarrkirche Schladming |
| Sankt Martin am Grimming | Abtei Admont (OSB)              | 1892 (err., Lokalie 1787, Pfarrk. gen. 1201)                 | Hl. Martin, 11. November (Anb. 5. Mai, Kirchw. 11. November)                                                            | Pfarrkirche St. Martin am Grimming | Pfarrkirche St. Martin      |
| Sankt Nikolai im Sölktal |                                 | 1859 (err., Vikariat 1741, Pfarrkirche gen. 1388)            | Hl. Nikolaus, 6. Dezember (Anb. 13. Oktober, Kirchw. 6. Dezember)                                                       | Pfarrkirche St. Nikolai im Sölktal | Pfarrkirche St. Nikolai     |

## Seelsorgeraum Steirisches Salzkammergut
| Pfarre          | Seit                                             | Patrozinium                                                                                   | Kirchengebäude | Bild                        |
| --------------- | ------------------------------------------------ | --------------------------------------------------------------------------------------------- | --- | --------------------------- |
| Altaussee       | 1892 (err., Vikariat 1770, Pfarrk. gen. 1224)    | Hl. Ägidius, 1. September (Anb. erster Sonntag im Oktober)                                    | Pfarrkirche Altaussee Hl. Barbara im Salzberg | Pfarrkirche Altaussee       |
| Bad Aussee      | 1301 (err. als Vikariat, Pfarrk. gen. 1224)      | Hl. Paulus (Bekehrung), 25. Jänner (Anb. 28. Juni, Kirchweihtag: Sonntag nach Peter und Paul) | Pfarrkirche Bad Aussee Kirchen: Kalvarienbergkirche zum hl. Leonhard, Spitalskirche zum hl. Geist Messkapelle: Kreuzerhöhung bei den Kreuzschwestern | Pfarrkirche Bad Aussee      |
| Bad Mitterndorf | 1334 (gen.)                                      | Hl. Margareta, 20. Juli (Anb. 29. März, Kirchw. dritter Sonntag im Oktober)                   | Pfarrkirche Bad Mitterndorf | Pfarrkirche Bad Mitterndorf |
| Grundlsee       | 1952 (err., Pfarrkirche erb. 1890)               | Hlgst. Herz-Jesu, Herz-Jesu-Fest (Anb. 21. September, Kirchw. Christkönigsfest)               | Pfarrkirche Grundlsee Messkapelle hl. Raphael in Gößl                                                                                                | Pfarrkirche Grundlsee       |
| Kumitz          | 1892 (err., Lokalie 1787, Pfarrk. erb. bis 1773) | Schmerzen Mariens, 15. September                                                              | Pfarrkirche Kumitz Kapelle: Lourdeskapelle im Pfarrhof                                                                                               | Pfarrkirche Kumitz          |
| Tauplitz        | 1892 (err., Vikariat 1788)                       | Hl. Kreuz, 3. Mai (Kirchw. zweiter Sonntag im Juli)                                           | Pfarrkirche Tauplitz Kirche: Hlgst. Dreifaltigkeit auf der Tauplitzalm                                                                               | Pfarrkirche Tauplitz        |